# Canthyporus wewalkai
Canthyporus wewalkai är en skalbaggsart som beskrevs av Olof Biström och Nilsson 2006. Canthyporus wewalkai ingår i släktet Canthyporus och familjen dykare. Inga underarter finns listade i Catalogue of Life.